# إبراهيم آبادي
إبراهيم آبادي (بالفارسية: ابراهیم آبادی) هو ممثل إيراني، ولد في 1943 في تبريز في إيران.

## وصلات خارجية
- إبراهيم آبادي على موقع IMDb (الإنجليزية)
- إبراهيم آبادي على موقع قاعدة بيانات الفيلم (الإنجليزية)